# Cytheropteron planalatum
Cytheropteron planalatum is een mosselkreeftjessoort uit de familie van de Cytheruridae. De wetenschappelijke naam van de soort is voor het eerst geldig gepubliceerd in 1985 door Guernet.